# Georg-Scheu-Plakette
Die Georg-Scheu-Plakette (auch Weinkulturpreis der Stadt Alzey genannt) wird seit 2000 im Rahmen des Alzeyer Winzerfestes am dritten Wochenende im September, auf der Wein- und Sektterrasse im Rahmen einer repräsentativen Weinprobe, an eine Person verliehen, die sich um den Wein und die Weinkultur Rheinhessens verdient gemacht hat.
Die Plakette ist nach Georg Scheu benannt und wird von der Stadt Alzey, dem Landkreis Alzey-Worms, den Winzern der Wein- und Sektterrasse und der Allgemeinen Zeitung Alzey verliehen.

## Preisträger
1. 2000: Rainer Brüderle
2. 2002: Udo van Kampen, eigentlich schon 2001 geplant aber wegen der Terroranschläge am 11. September 2001 um ein Jahr verschoben
3. 2003: Norbert Blüm[1]
4. 2004: Jürgen Stark
5. 2005: Karl Kardinal Lehmann[2]
6. 2006: Karl-Heinz Kipp
7. 2007: Dieter Wedel
8. 2008: Markus Schächter[3]
9. 2009: Walter Plathe[4][5]
10. 2010: Horst Lichter
11. 2011: Roberto Blanco[6]
12. 2012: Lars Reichow[7]
13. 2013: Petra Roth[8][9][10]
14. 2014: Hans-Ulrich Jörges[11]
15. 2015: Joschka Fischer[12]
16. 2016: Silvia Neid[13]
17. 2017:  Peter Eugen Eckes
18. 2018: Wolfgang Kubicki[14]
19. 2019: Wolfgang Bosbach
  1. 2020: keine Preisverleihung wegen der Corona-Pandemie
20. 2021: Gundula Gause[15]
21. 2022: Sigmar Gabriel[16]
22. 2023: Stephanie Neigel
23. 2024: Johann Lafer